# Кућа Ђуре Јакшића (Београд)
Кућа Ђуре Јакшића је установа културе у Скадарлији и кућа у којој је живео и умро чувени српски песник и сликар Ђура Јакшић. То је најпознатија и једна од најстаријих кућа у Скадарској улици. Данас игра значајну улогу у културном и уметничком животу Београда. У њој се готово свакодневно одржавају различити културно-уметнички програми. Годишње се приреди на десетине литерарних вечери, музичких програма, позоришних представа и ликовних изложби. Установом управља градска општина Стари град.

## Историја куће
Шићан махала или Циганска махала помиње се почетком 19. века. Био је то сиромашни део града изван варошког шанца у ком су најчешће живели сиромашни грађани. У том крају убрзано расте број кафана у којима почињу да се окупљају бројни уметници и љубитељи уметности. Половином 19. века тадашња Скадарлија већ бележи петнестак кафана. Близина Народног позоришта и Опере на Булевару Жарка Савића допринели су да овај амбијент постане незаобилазан. Овај чувени боемски крај одиграо је велику улогу у развоју културног живота Београда и Србије. Одлуком градских власти 1872. године Циганска махала прекрштена је у Скадарску улицу.
Новине „Политика” су скренуле пажњу на кућу 1925, потакнуте променама које су се догађале у непосредној околини, изражавајући страх да би кућа могла нестати и незадовољство због заборава средине.
Године 1935. на кући у којој је живео Ђура Јакшић свечано је откривено спомен обележје са ликом великог уметника и назнаком да се ту завршио његов живот.
Године 1986. кућа је реновирана, чиме су створени услови за представљање ликовних стваралаца.

### Живот Ђуре Јакшића у кући
Исте године у њој се, на адреси Скадарска 34, настанио и Ђура Јакшић, као новопостављени коректор Службених новина, а касније и Државне штампарије. Убрзо потом у дом где већ станује велики сликар и песник доселила се и његова породица, супруга са децом. Јакшићи се усељавају у стан у који се улазило са дворишне стране куће која данас носи његово име. Стан у коме су живели Јакшићи био је без патоса, влажних зидова, скромно намештен столом, столицама, чивилуком и двема постељама, а у суседној соби, која је уједно била и кухиња, налазила су се још два лежаја. У то време то је била сиромашна и запуштена градска четврт, а Ђура Јакшић био је први од чувених београдских боема који је у њој живео. Чак је и прозван „првим боемом”.
У истој кући становали су и многи други великани тог и каснијих времена, између осталих глумац Чича Илија Станојевић, а потом и глумац и редитељ Димитрије Гинић. Сама кућа, чак и за оно време невелика, приземна, двосливног, крова била је врло скромних услова за живот. Ђура Јакшић живео је у овој кући све до своје смрти, 16. новембра 1878. године.

## Кућа Ђуре Јакшића данас
Године 1966, у жељи да поврати дух старе Скадарлије, група уметника, туристичких радника и политичара покушава да културно-уметничким програмима оживи овај боемски крај. Ту групу су чинили Угљеша Богуновић, Марио Маскарели, Соја Јовановић, Ксенија Дивјак, Зуко Џумхур, Александар Ђорђевић, Ђорђе Караклајић, Душан Антонијевић, Бане Минић, Мома Антоновић, Слава Богојевић, Милић од Мачве, Милан Поповић, Петар Младеновић, Александар Мисић и Угљеша Раичевић. Те године, од пролећа до јесени, дуж улице се смењују уметници и ансамбли и ничу прилагођене уличне позорнице. Угоститељи се удружују у жељи да помогну, видећи властити интерес. Следе размене програма са сличним четвртима у другим градовима Југославије и Европе и братимљења са Монмартром у Паризу и другим сличним амбијенталним целинама.
Кућа Ђуре Јакшића, део по део, исељавањем дотадашњих станара, ставља се у институционалном смислу у функцију уметности и уметника. Са њеног прозора незаборавне стихове говоре познати глумци. Од 1972. године у Кући Ђуре Јакшића налазила се редакција Песничких новина, а касније почиње да излази и ревија за певање и мишљење Песник, основан 1985. године. Од 1992. године у Кући излазе новине за прошлост, садашњост и будућност Скадарлија.

### Кућа Ђуре Јакшића као установа културе
У Кући Ђуре Јакшића представљени су многи југословенски песници, страни уметници, учесници медђународних песничких манифестација. Ту су установљене књижевне награде за поезију „Ђура Јакшић” и „Ђурин шешир” које славе песнике и поезију, слободоумно певање и мишљење.
Реновирањем Куће Ђуре Јакшића 1986. године створени су услови за озбиљније представљање и ликовних стваралаца. Смењују се колективне и самосталне изложбе на којима, између осталих, излажу Лепосава Бела Павловић,, Коста Брадић, Милић од Мачве, Мома Антоновић, Станко Зечевић, Иво Кушанић, Александар Клас, Александар Блатник, Миленко Михајловић, Циле Маринковић, Сава Стојков и други.
Деведесетих година у овом простору делује и Собно позориште које је основао Душко Михајловић, а у ком су са својим монодрамама, дуодрамама, одломцима и колажима гостовали многи великани наше савремене позоришне сцене. Позоришне представе и уметнички перформанси током лета одржавају се и на платоу испред зграде.
У Кући Ђуре Јакшића организоване су бројне школе: лепог певања, клавира, виолине, старог српског певања, сликања, графике и друге.